# BTR-4
BTR-4 (BTR; tiếng Ukraina: Бронетранспортер / Bronetransporter, nghĩa là Xe bọc thép chở quân) là một loại xe bọc thép chở quân bánh lốp 8x8 do Phòng thiết kế chế tạo máy Morozov Kharkov (SOE KMDB) của Ukraina thiết kế.

## Quốc gia sử dụng
- Iraq – đặt mua 420 xe.[1]

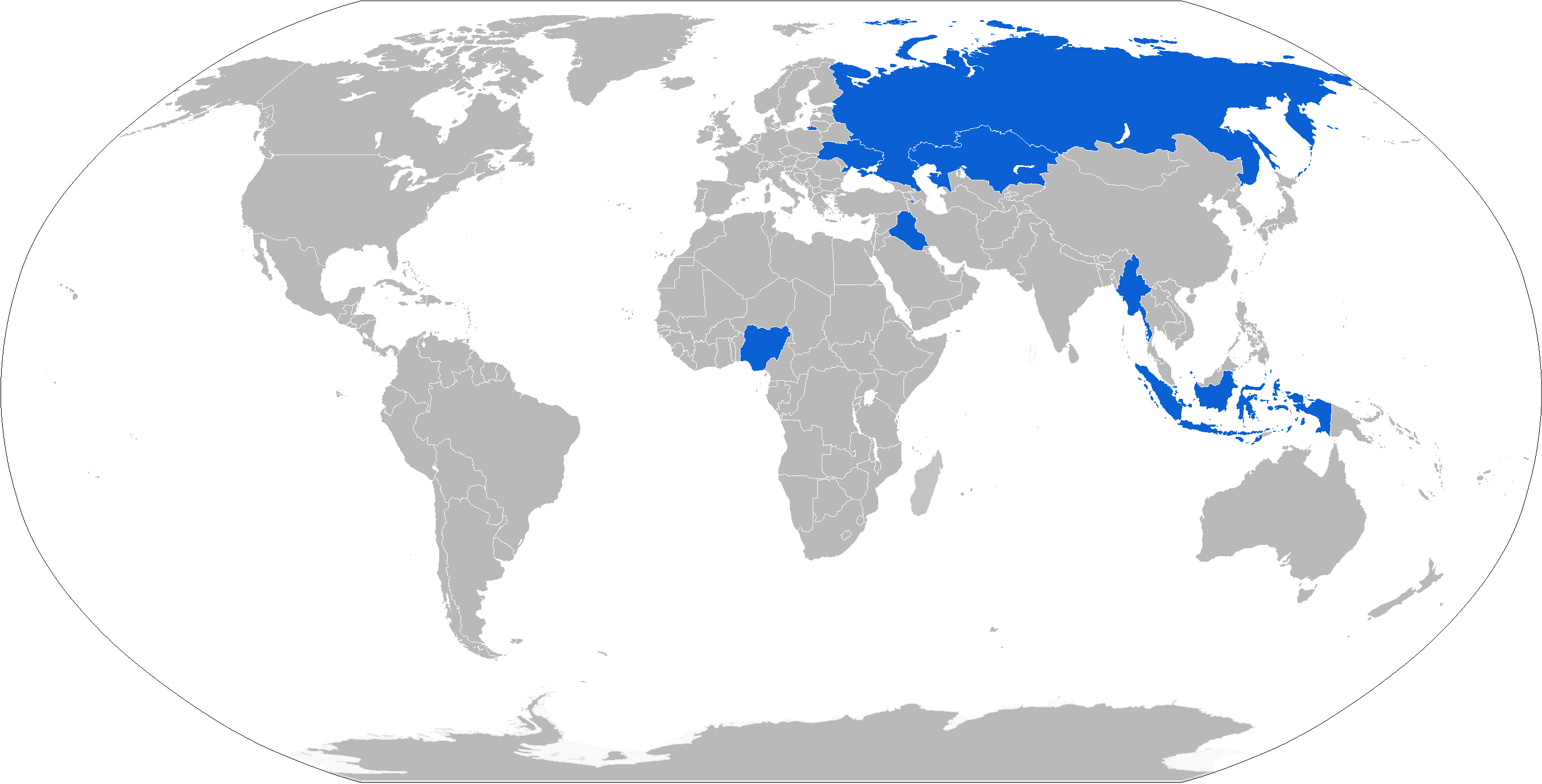
Bản đồ các quốc gia sử dụng BTR-4

- Ukraina – mua 10 xe đưa vào trang bị năm 2009.[2]
- Kazakhstan – đặt mua 100 xe vào năm 2012.